# Een schim in de nacht
Een schim in de nacht  is het twaalfde deel van de Nederlandse detectiveserie De Waal en Baantjer, die vanaf deel 4 door alleen Simon de Waal werd verzorgd na het overlijden van Appie Baantjer. Het boek kwam de eerste week binnen in De Bestseller 60 en bleef daar rond de 25e positie schommelen.

## Samenvatting
De twee rechercheurs van deze detectiveserie zijn:
- Peter van Opperdoes. Na 25 jaar recherchewerk aan het bureau Warmoesstraat had hij overplaatsing gevraagd naar Politiebureau Raampoort aan de Marnixstraat. Hij woont aan de Brouwersgracht en is in 2009 kinderloos weduwnaar geworden. Hij meent nog goed contact met zijn overleden vrouw te hebben.
- Jacob Holm. Rechercheur van bureau Raampoort. Hij is getrouwd en heeft 2 kinderen. Het bureau Raampoort ziet onder andere toe op de Amsterdamse volkswijk De Jordaan.

## Verhaal
Op een mooi zomeravond is Peter van Opperdoes bij Carlo op het Papeneiland. Hij hoort daar knallen en vindt buiten bij de Noorderkerk de neergeschoten en stervende Freddy Holten. Laatstgenoemde brengt nog uit dat ”Hij het zelf gedaan heeft”.
Wat volgt  is een moeizaam rechercheonderzoek. Freddy blijkt een identieke tweelingbroer James te hebben, waarmee de traditionele vragen inzake vingerafdrukken en DNA opduiken. Het maatje van Freddy, ene Henkie en zijn moeder Tinie Wiegman komen in beeld en zijn beiden oude bekenden van Peter van Opperdoes, evenals Officier van Justitie Hansen die de leiding heeft in het moordonderzoek.
Uiteindelijk leiden door Hansen in beslag genomen en eerder gekopieerde videobanden naar de ontknoping. Zakenman Bergman wordt gefilmd in zijn eigen huis doodgeschoten door Serkan Őzalan en door een gesprek met undercover-rechercheur Belker, weet Peter van Opperdoes ook de eerste moord op te lossen. Dit keer zijn de twee rechercheurs en de officier van Justitie tevreden met de afloop.

## Actualiteit
Het verhaal speelt ook in op een actualiteit uit 2015: rechercheur Belker wijst Peter op de cruciale rol van moeders in de rassenrellen in Baltimore. De rechercheur lost met die hint de eerste moord op.

## Bestseller 60
| Boeken met noteringen in de Nederlandse Bestseller 60 | Jaar van verschijnen | Datum van binnenkomst | Hoogste positie | Aantal weken | Opmerkingen |
| ----------------------------------------------------- | -------------------- | --------------------- | --------------- | ------------ | ----------- |
| Een schim in de nacht                                 | 2015                 | 03-06-2015            | 21              | 6            |             |

## Televisieserie
De personages uit de roman en soms ook de boeken vormen de basis van de televisieserie Bureau Raampoort, uitgezonden door SBS6.